# Henry River (Mann River)
Der Henry River ist ein Fluss im Nordosten des australischen Bundesstaates New South Wales.

## Geographie
Die Quelle liegt an den Osthängen des Bald Nob in der Great Dividing Range nördlich des Warra-Nationalparks. Von dort fließt der Fluss nach Nordosten und mündet westlich des Nymboida-Nationalparks in den Mann River.